# The Streets
The Streets je britský hudební projekt, který vede Mike Skinner (* 27. listopadu 1978), rapper z West Heathu v Birminghamu.
Skinner úspěšně debutoval v roce 2002 deskou Original Pirate Material, která se stala jednou z nejdůležitějších nahrávek roku. Tato deska výrazně oživila sílu světového hip hopu, prodalo se jí více než 1 mil. kusů jen v Británii. Obě dvě poslední alba, A Grand Don't Come for Free a The Hardest Way to Make an Easy Living, se dostala na první místo britské albové hitparády.
Kapela při koncertech vystupuje ve složení Kevin Mark Trail (zpěv), Wayne Vibes (kytara), Chris Brown (klávesy) a Johnny Drum Machine (bicí). V minulosti s nimi hrával i Morgan Nicholls (nyní Muse). Textařem, skladatelem, frontmanem a jediným stálým členem projektu The Streets je však pouze Mike Skinner.
V roce 2007 mělo vyjít čtvrté studiové album, jeho vydání však sám Skinner posunul na rok 2008. „Cítím se unavený a ve stresu. Na nových skladbách jsem pracoval tak tvrdě, že mi každý večer z toho bzučí v hlavě", prohlásil v létě 2007. Nyní je deska ve fázi mixování, nový materiál bude pravděpodobně ke slyšení i na slovenském festivalu Pohoda 2008.
V únoru 2011 vyšla deska Computers And Blues, kterou Skinner prohlásil za poslední album The Streets. Pilotním singlem byla píseň Going Through Hell.

## Diskografie
- 2002: Original Pirate Material
- 2004: A Grand Don't Come for Free
- 2006: The Hardest Way to Make an Easy Living
- 2008: Everything Is Borrowed
- 2011: Computers And Blues
- 2019 One Live In Nottingham, 31-10-02
- 2020: None Of Us Are Getting Out Of This Life Alive
- 2023: The Darker the Shadow the Brighter the Light